# Ковалески, Серж
Серж Франк Ковалески (англ. Serge Frank Kovaleski; род. 8 апреля 1961, Кейптаун, Западно-Капская провинция) — американский журналист, репортёр отдела расследований The New York Times. Лауреат Пулитцеровской премии за лучший новостной репортаж 2009 года в составе коллектива The New York Times.

## Биография
Родился в Кейптауне, ЮАР. Ковалески провел свое раннее детство в Сиднее, Австралия, пока его семья не переехала в Нью-Йорк в 1970-х годах.
В 1984 году окончил Колледж Вильгельма и Марии в Уильямсберге со степенью в философии. Получив степень бакалавра, Серж отправился в Париж, чтобы изучать французскую философию в Сорбонне. Его путешествия по Европе вдохновило его стать журналистом.
Ковалески начал свою карьеру в журналистике в середине 1980-х годов в Miami News. Затем он работал в New York Daily News, The Washington Post и для журнала Money. Он присоединился к The New York Times в июле 2006 года.
Страдает артрогрипозом.

## Скандал
22 ноября 2015 года кандидат в президенты США Дональд Трамп, ссылаясь на журналиста сообщал о «тысячах людей из кварталов с арабским населением», которые радовались крушению башен Всемирного торгового центра в Нью-Йорке. После 11 сентября 2001 года Ковалески писал: «Полицейские задержали и допросили людей, которые, предположительно, веселились и проводили вечеринки в честь разрушения зданий на противоположном берегу реки».
Слова Трампа были встречены с недоверием, и Ковалески был вынужден выступить в ответ. Он заметил, что «не может доподлинно воссоздать события того дня, но точно помнит, что о „сотнях“ и „тысячах“ празднующих никто не говорил».
Реакция миллиардера не заставила себя ждать. 25 ноября Трамп отреагировал на слова Ковалески и спародировал его, размахивая руками и имитируя симптомы артрогрипоза: «Э-э-э, ну, я не знаю, что я сказал. Я не помню. Не помню! Может, именно это и сказал».
«Мы считаем возмутительным, что он критикует внешность одного из наших корреспондентов», — заявили в The New York Times.
В письменном заявлении от 26 ноября 2015 года Трамп дополнительно характеризует ответ Ковалески как форму «низкопоклонства» и предположил, что тот был «отступал от своего (оригинального) заявления в нарушение журналистских стандартов и канонов честности».
Позднее Трамп заявил, что он не мог насмехаться над инвалидностью Ковалески, потому что не знал, как тот выглядит. Журналист в свою очередь ответил, что он имел, возможно, с десяток встреч лицом к лицу с кандидатом, в том числе интервью и пресс-конференции, во время брифинга Трампа для New York Daily News. Дональд Трамп отрицал и это утверждение.
8 января 2017 года история неожиданно имела продолжение на церемонии вручения наград Golden Globe во время своего награждения Мерил Стрип выступила с осуждением избранного президента и его оскорблений в адрес инвалидов и людей с другим цветом кожи, упомянув при этом случай с Ковалевски и сказав, что «это отчасти разбило её сердце».

## Награды и номинации
- Пулитцеровская премия (2009) — лучший новостной репортаж, за расследование скандала с участием 63-го Генерального прокурора штата Нью-Йорк Элиота Спитцера, пользовавшегося услугами проституток[10][11].
- Military Reporting Polk Award; совместно с Николасом Кулишем, Кристофером Дрю, Марком Маззетти, Мэтью Розенбергом, Шоном Д. Нейлором и Джоном Исмеем (2016) — за расследование издевательств военных ВМС США над афганскими заключёнными[12].